# Fabio Gilioli
Fabio Gilioli (Carpi, 2 december 1979) is een Italiaans voormalig professioneel wielrenner. Hoewel hij geen professionele overwinningen behaalde wist hij acht jaar in het professionele wielrennen te blijven. In 2009 eindigde hij als vijfde in het eindklassement van de Ronde van de Elzas